# Morelos, Tehuipango
Morelos är en ort i Mexiko.   Den ligger i kommunen Tehuipango och delstaten Veracruz, i den sydöstra delen av landet, 240 km öster om huvudstaden Mexico City. Morelos ligger 2 133 meter över havet och antalet invånare är 209.
Terrängen runt Morelos är huvudsakligen kuperad, men österut är den bergig. Runt Morelos är det ganska tätbefolkat, med 134 invånare per kvadratkilometer. Närmaste större samhälle är Zongolica, 16,8 km norr om Morelos. Omgivningarna runt Morelos är en mosaik av jordbruksmark och naturlig växtlighet.